# Международна организация за радио и телевизия
Международната организация за радио и телевизия (на френски: Organisation Internationale de Radiodiffusion et de Télévision – Международна организация за радиоразпръскване и телевизия; съкр. OIRT), известна като Интервизия (Intervision), е бивше (1946-1993) обединение на радио- и телевизионни оператори, главно от Европа (предимно от Източна Европа през повечето време).
От НРБ членове на организацията са Българското национално радио и Българската национална телевизия.

## История
През 1929 година е основан Международният разпръсквателен съюз (Union Internationale de Radiophonie, UIR). 26 страни-членки на организацията основават новата Международна организация за радио (Organisation Internationale de Radiodiffusion, съкр. OIR) в Брюксел на 28 юни 1946 година. На следващия ден на заседание на Общото събрание на IBU безуспешно опитват да разпуснат организацията. В крайна сметка 18 (от общо 28) страни-членки напускат IBU и създават OIR със седалище в Брюксел. Съучредители са оператори от Европа и няколко средиземноморски арабски страни. По-късно влизат и други страни, включително и неевропейски.
През 1950 г. заради започналата Студена война много членове от Западна Европа напускат организацията и създават новия Европейски съюз за радио и телевизия (ЕСРТ), познат повече като Евровизия по името на своята телевизионна мрежа. Останалите членове са оператори от: Албания, България, Полша, Румъния, Сирия, СССР, Унгария, Финландия, Чехословакия.
Седалището на организацията е преместено в Прага още през 1950 г. Преименувана е на Международна организация за радио и телевизия през 1960 г. Някои оператори напускат, но се приемат нови членове, повечето от неевропейски страни.
На 1 януари 1993 година ОИРТ се влива в ЕСРТ, като членовете на ОИРТ автоматично стават членове на ЕСРТ.

## Дейност
Телевизионната мрежа на OIRT е основана през 1961 година и се нарича Интервизия (на руски: Интервидение; на полски: Interwizja; на унгарски: Intervízió). Чрез нея се осъществява както обмен, така и общи телевизионни предавания.
Международната организация за радио и телевизия е сред организаторите на провеждания от 1964 година международен телевизионен фестивал „Злата Прага“ (с награди на Интервизия за телевизионни филми), както и на международни спортни състезания за Купата на Интервизия.
OIRT организира песенния конкурс на Интервизия. В рамките на 4 издания на Международния фестивал на песента (Międzynarodowy Festiwal Piosenki) в Сопот се провежда също Конкурс на Интервизия през 1977-1980 г.
След закриването на OIRT и телевизионната мрежа Интервизия има няколко опита за възраждане на международния песенен конкурс, но само 2 от тях са успешни – в Сочи през август 2008 и май 2015 г.